# Il complottista (film)
Il complottista è un film del 2024 diretto da Valerio Ferrara.

## Trama
Nel quartiere Tuscolano di Roma, Antonio lavora come barbiere e abita insieme alla moglie Susanna e al figlio adolescente. Osservando di sera davanti alla sua bottega il lampione che illumina la strada solo a intermittenza,  comincia a sospettare che le interruzioni siano messaggi in codice Morse e, provando a interpretarli, si lancia in fantomatiche teorie attirando l'attenzione dapprima del vicinato, poi di una fascia sempre più ampia di persone, fino a lanciare video sui social, interviste nelle TV private, accogliendo decine di ospiti nel suo modesto appartamento e arrivando a suscitare interesse in un personaggio politico locale, dopo aver scoperto che un analogo fenomeno si verificava in un lampione di piazza Montecitorio. La sua vita familiare è irrimediabilmente compromessa: la moglie, che non ha mai creduto alle teorie di Antonio, lo abbandona portandosi via anche il figlio; gli amici del bar gli voltano le spalle e l'uomo rimane solo, fino a scoprire la vera causa dell'intermittenza dei lampioni.

## Produzione
L'idea del film nasce da un cortometraggio intitolato Il barbiere complottista che il regista Valerio Ferrara aveva girato come saggio di diploma al Centro sperimentale di cinematografia di Roma. Il cortometraggio, selezionato al Festival di Cannes 2022 nella sezione Cinéfondation, vinse il primo premio e convinse poi i produttori a finanziare la realizzazione di un progetto più ampio.
Realizzato a basso budget, con una maggioranza di attori e maestranze sconosciuti al grande pubblico, il film è stato girato nei luoghi reali. La bottega di barbiere del protagonista era una vera bottega, concessa all'utilizzo dalla figlia del titolare che aveva da poco abbandonato l'attività.

## Distribuzione
Presentato in anteprima nella sezione "Alice nella Città" al Festa del Cinema di Roma nel 2024, il film è stato distribuito da PiperFilm il 02 aprile 2025.